# Кромвель, Генри, 2-й барон Кромвель
 Генри Кромвель, 2-й барон Кромвель (англ. Henry Cromwell, 2nd Baron Cromwell; до 1 марта 1538 — 20 ноября 1592) — английский дворянин и пэр, сын Грегори Кромвеля, 1-го барона Кромвеля, и Элизабет Сеймур. Внук главного министра Генриха VIII Томаса Кромвеля, 1-го графа Эссекса, племянник Эдварда Сеймура, лорда-протектора Сомерсета и двоюродный брат короля Эдуарда VI.

## Биография
Родился до 1 марта 1538 года. Старший сын Грегори Кромвеля, 1-го барона Кромвеля (ок. 1520—1551), единственного сына и наследника Томаса Кромвеля, и Елизаветы, вдовы сэра Энтони Отрэда (умер в 1534 году), дочери сэра Джона Сеймура из Вулф-холла, Уилтшир, и Марджери Уэнтуорт. Он был крещен 1 марта 1538 года, вероятно, в Хэмптон-Корте, где Леди Мэри почти наверняка была его крестной матерью. Вскоре после крещения его родители уехали в Льюис в Сассексе в бывший монастырь Сент-Панкрас, недавно приобретенный его дедом, где они оставались с марта 1538 года до начала 1539 года, когда они поселились в замке Лидс, графство Кент.
Дед Генриха, Томас Кромвель, был назначен бароном Кромвелем Уимблдонским в 1536 году и графом Эссекским в 1540 году в награду за службу в качестве главного министра Генриха VIII, но он потерял эти титулы в июне 1540 года. 18 декабря 1540 года его сын Грегори был назначен 1-м бароном Кромвелем. Этот титул был скорее новым творением, чем восстановлением утраченного баронства его отца. Генри сменил своего отца на посту второго барона Кромвеля. Несовершеннолетний при преждевременной смерти своего отца от потливой болезни 4 июля 1551 года, впервые он был вызван в парламент в 1563 году.
В 1554 году его мать снова вышла замуж за сэра Джона Паулета (ок. 1510—1576), впоследствии лорда Сент-Джона. Она умерла 19 марта 1568 года и была похоронена 5 апреля в Бейсинге, графство Хэмпшир. Позднее, до 30 сентября 1568 года, его отчим женился на Уинифред (? — 1586), вдове сэра Ричарда Саквиля (ок. 1507—1566), дочери Джона Бриджеса, бывшего лорда-мэра Лондона. Он сменил своего отца на посту маркиза Уинчестера в 1572 году.
Генри Кромвель получил образование в колледже Святого Иоанна в Кембридже, куда он поступил в 1553 году. Возможно, его впустили в Линкольнс-Инн 7 марта 1557 года. Среди его братьев и сестер были Томас Кромвель, сэр Генри Отрэд и Уильям Паулет, впоследствии 3-й маркиз Уинчестер.
Он был арестован в 1572 году за неуважение к суду (судебный запрет в суде канцелярии), но Палата лордов настаивала на его освобождении, поскольку как пэр он был застрахован от ареста в гражданских исках.

## Брак и дети
Генри Кромвель женился до 1560 года на Мэри (ок. 1540 — 10 октября 1592), дочери своего отчима Джона Паулета, 2-го маркиза Уинчестера, и его первой жены Элизабет Уиллоуби. У супругов было трое детей:
- Эдвард Кромвель, 3-й барон Кромвель (ок. 1560 — 27 апреля 1607), первым браком был женат на Элизабет Аптон (умер 1592/1593), из Пуслинча, Девон, от брака с которой у него была дочь Элизабет. Второй его женой Фрэнсис Ругге (ум. 1631) из Фелмингэма, Норфолк, от брака с которой у него были сын, Томас Кромвель, 1-й граф Ардгласс, и две дочери, Фрэнсис и Энн. Он служил вместе с графом Эссексом в экспедиции против Испании и был посвящен им в рыцари в Дублине 12 июля 1599 года.
- Сэр  Грегори Кромвель , был женат на Фрэнсис, дочери сэра Эдварда Гриффина из Дингли, графство Нортгемптоншир. Он был посвящен в рыцари королем Яковом I в замке Бельвуар 23 апреля 1603 года.
- Кэтрин Кромвель (? — 24 марта 1621), вышла замуж 10 февраля 1581 года в Норт-Элмеме, графство Норфолк, за сэра Лайонела Толлмаш, 1-го баронета из Хелмингема, графство Суффолк (1562—1612), сына сэра Лайонела Толлмаша и Сьюзен Джермин. У них родился сын, сэр Лайонел Толлемах, второй баронет (1591—1640).

## Смерть
Жена Кромвеля умерла в Норт-Элмеме, графство Норфолк, 10 октября 1592 года, и была похоронена 23 октября в Лонд-Абби в Лестершире. Сам же барон Генри Кромвель скончался 20 ноября в Норт-Элмеме, графство Норфолк, и был похоронен 4 декабря в часовне Лонд-Абби, графство Лестершир.